# Tramontana (film)
Tramontana is een film uit 2009 van Ramón Gieling.
In deze film wordt het verhaal verteld van een scandaleuze liefde tussen 18-jarige Rosa Camposa de Amor en de oudere Pepet Tremolls ten tijde van de Francodictatuur, wat door de politieverhoren wordt neergezet. De Tramontana is niet alleen de koude wind die van de Pyreneeën komt. In dit verhaal weerspiegelt het ook een geest die zich mengt met de personages in de film. Net als de wind heeft ook de liefde de mensen in hun greep. Uiteindelijk besluit Pepet op kerstavond zich van het leven te ontnemen. Met fragmenten in de bar, de politieverhoren en flashback's leert de kijker hoe de verhouding tussen Pepet en Rosa Camposa de Amor zich ontwikkelde. In het verhaal zitten symbolische elementen. Zo kan de appel, die Rosa van Pepet koopt, verwijzen naar Eva die Adam verleidt.
De film is volledig opgenomen in het Noord-Spaanse dorp Cadaqués, waar in de winterwind de Tramontana het dorp wekenlang teistert. Met de schilder- en dichtkunst van Pepet wordt de film verbonden naar de kunstgeschiedenis van het dorpje, waar bekende Spaanse kunstenaars als Federico García Lorca, Pablo Picasso en Joan Miró vertoefden. Het surrealistisch huwelijk van Salvador de la Torre met de boom geeft het onmogelijke weer van de liefde tussen Roasa en Pepet, en verwijst naar Salvador Dali.

## Rolverdeling
- Yohana Cobo - Rosa Camposa de Amor
- Lluís Soler - Pepet Tremolls
- Pepa López - Celia Sardano
- Blanca Martinez - moeder van Rosa